# Dasyhelea dieuzeidei
Dasyhelea dieuzeidei är en tvåvingeart som först beskrevs av Vaillant 1957.  Dasyhelea dieuzeidei ingår i släktet Dasyhelea och familjen svidknott. Inga underarter finns listade i Catalogue of Life.